# Вильчес, Жорди
Жо́рди Ви́льчес (исп. Jordi Vilches) — испанский актёр.

## Биография
Родился в 1979 году в городе Сальт в провинции Жирона Испании. Изучал актёрское мастерство в школе Шавьера Гратакоса (исп. Xavier Gratacós) и в школе Galliner в Жироне. До 1999 года выступал в цирке и играл в театре. Работал акробатом, клоуном и жонглёром. Дебютная роль — Нико в фильме «Крампак» в 2000 году.

## Фильмография
- 2000 Крампак / Krámpack Нико
- 2002 Миротворцы / Guerreros (реж. Daniel Calparsoro) Cabo 1º Ballesteros
- 2002 El robo más grande jamás contado Amigo Windows
- 2003 Два крутых придурка / Dos tipos duros (реж. Juan Martínez Moreno) Алекс
- 2003 Platillos volantes (реж. Oscar Aibar) Хуан
- 2004 Canciones de invierno
- 2005 Camps de maduixes (ТВ) Рауль
- 2005 El calentito (реж. Chus Gutiérrez) Ферди
- 2005 Последний звонок / Fin de curso (реж. Miguel Martí) Джейм
- 2005 Siempre Habana (реж. Sergio Colastra) Томасин
- 2006 Locos por el sexo (реж. Javier Rebollo) Ноно
- 2006 La máquina de bailar (реж. Óscar Aibar) Дани
- 2007 Diente por ojo
- 2008 8 свиданий / 8 citas (реж. Peris Romano и Rodrigo Sorogoyen) Хуан
- 2016 Министерство времени / El ministerio del tiempo (2-й сезон, серии 7-8) Хосе Лафарга Абад